# MKAD (Moskou)

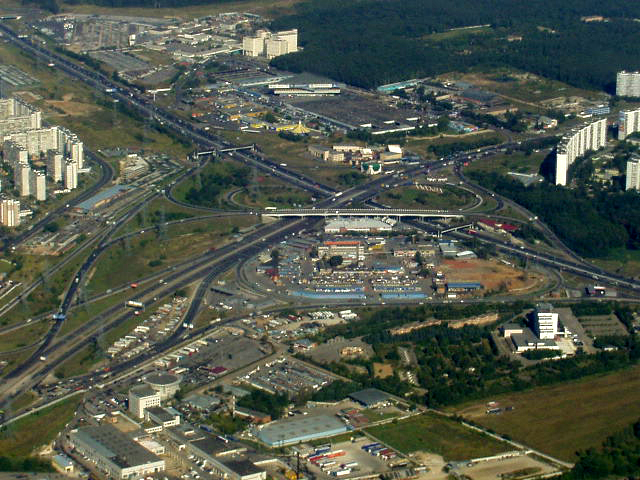
Kruising van de MKAD met de M-2

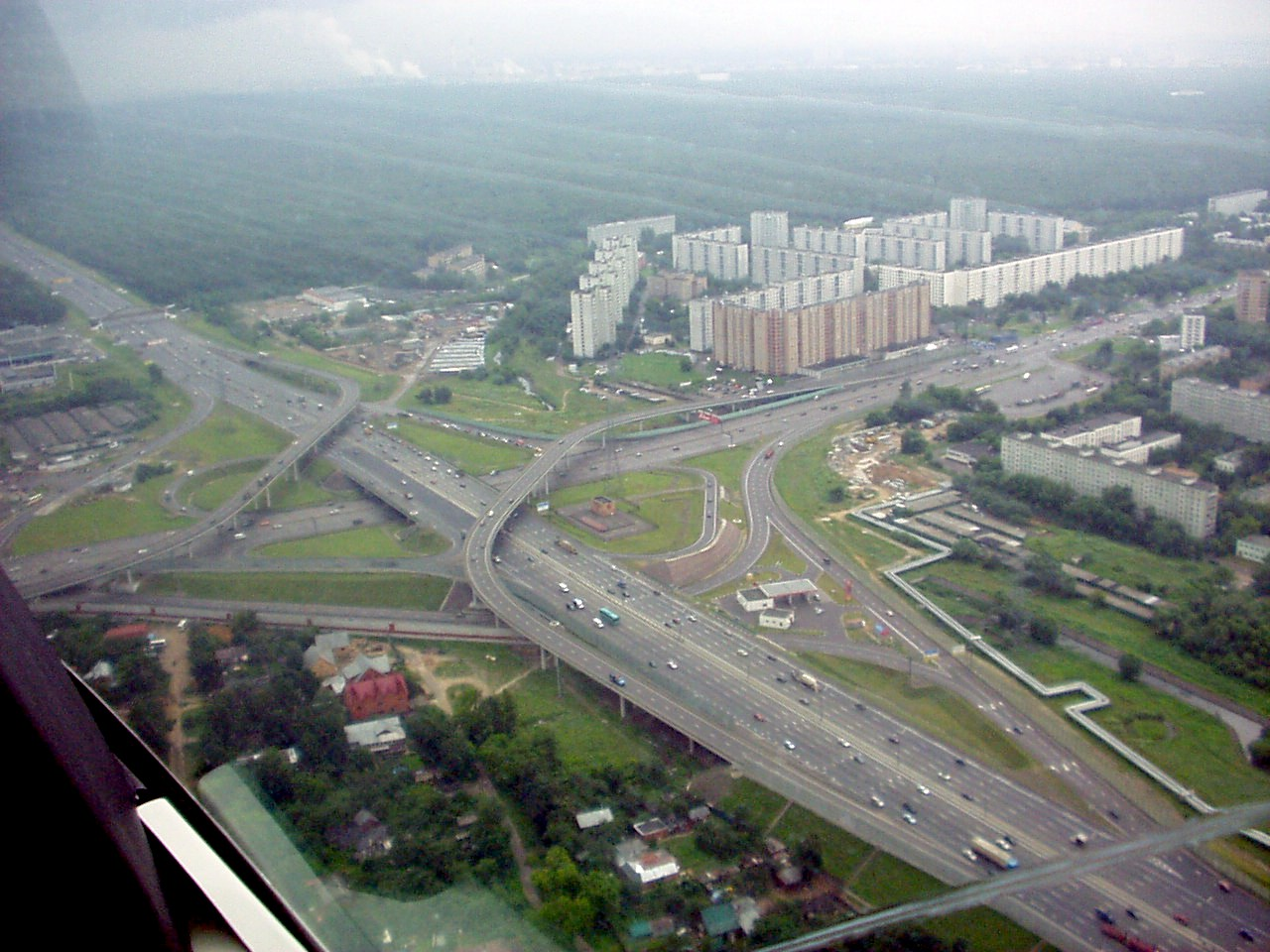
Knooppunt Jaroslavskoje

De MKAD is een ringweg die om Moskou loopt. Het is een transcriptie van МКАД, dat op zijn beurt een acroniem is voor het Russische: Московская Кольцевая Автомобильная Дорога (letterlijk vertaald: Moskouse Autoringweg). Aangezien er in Moskou nog drie andere ringwegen zijn, wordt er niet over de ringweg gesproken. De totale lengte bedraagt bijna 109 kilometer.

## Aanleg en vroege geschiedenis
In 1956 werd begonnen met de aanleg van de, toen nog tweestrooks, MKAD. De weg was toen nog niet geasfalteerd, maar bestond uit betonnen platen. Voor die tijd heel modern was het gebruik van geribbelde platen aan de zijkant van de weg, om bestuurders bij de les te houden. Het eerste deel werd voor het verkeer geopend in 1960. De gehele ring werd opgeleverd in 1962. Het ging weliswaar nog niet om een autosnelweg in de strikte zin van het woord, aangezien er op de ring nog enkele gelijkvloerse kruisingen en verkeerslichten waren, maar het was een grote vooruitgang in vergelijking met de situatie ervoor. Van 1960 tot 1984 vormde de MKAD ook de gemeentegrens van Moskou. Na 1984 werden delen buiten de MKAD aan Moskou toegevoegd, waarvan Zelenograd het bekendste is.

## Na de Sovjet-Unie
Na het uiteenvallen van de Sovjet-Unie werd de MKAD aanzienlijk gemoderniseerd, op initiatief van burgemeester Loezjkov. De MKAD werd overal twee keer vijfstrooks. Andere maatregelen waren de asfaltering van het gehele traject (de versleten betonplaten zorgden daarvoor geregeld voor gevaarlijke situaties), de vervanging van gelijkvloerse door ongelijkvloerse kruisingen en het verwijderen van de nog overgebleven verkeerslichten. In 2001 kreeg de MKAD de officiële status van snelweg.
Eind 2002 werd het metrostation Boelvar Dmitrija Donskogo het eerste metrostation buiten de MKAD. Door de toegenomen welvaart is de MKAD de laatste jaren drukker geworden, waardoor tijdens spitsuren filevorming optreedt.
Boulevardring · 
Tuinring · 
Derde Ringweg · 
Vierde Ringweg (gepland) · 
MKAD · 
A-107 · 
Centrale Ringweg (in aanleg) · 
A-108